# La Bouillie
La Bouillie település Franciaországban, Côtes-d’Armor megyében. Lakosainak száma 845 fő (2022. január 1.). La Bouillie Erquy, Hénanbihen, Hénansal, Plurien és Saint-Alban községekkel határos.

## Népesség
A település népességének változása:
| Lakosok száma | 597  | 669  | 711  | 785  | 849  | 855  | 860  | 881  | 886  | 845  |
|               | 1968 | 1982 | 1990 | 2006 | 2013 | 2015 | 2017 | 2019 | 2020 | 2022 |